# Robert Hall (football)
Pour les articles homonymes, voir Robert Hall et Hall.
Robert Hall, né le 20 octobre 1993 à Aylesbury, est un footballeur anglais qui évolue au poste d'attaquant à Hampton & Richmond Borough.

## Biographie
Le 19 juillet 2016, il rejoint Oxford United.

## Palmarès

### En club
- En 2017, il est finaliste de la EFL Trophy avec l'Oxford United.

### En sélection
- Angleterre -17 ans
  - Vainqueur du Championnat d'Europe en 2010.